# برويز دهداري
برويز دهداري (بالفارسية: پرویز دهداری)، من مواليد العاصمة الإيرانية طهران بتاريخ 21 مارس 1935م، وتوفي بتاريخ 23 نوفمبر 1992م، وهو لاعب كرة قدم إيراني سابق، لعب مع أندية شاهين عبادان وشاهين طهران، ودرب مع نادي برسبوليس الإيراني ومنتخب بلاده في كأس آسيا 1988م التي أستضافته العاصمة القطرية الدوحة.

## بداية حياته
ولد برويز دهداري بتاريخ 21 مارس 1935م ونشأ في مدينة عبادان  وبدأ حياته الكروية مع نادي عبادان سنة 1946م.

## حياته الإحترافية
أنتقل إلى نادي جام عبادان سنة 1953م، وحقق كأس البطولة سنة 1955م، ثم لعب مع منتخب الإيراني لكرة القدم ولعب أمام المنتخب السوفيتي في شهر نوفمبر سنة 1955م،  كما لعب مع نادي شاهين عبادان، ثم انتقل إلى طهران للعب مع نادي شاهين طهران سنة 1964م، وحقق كأس تاخت جاشميد.

### وفاته
توفي بتاريخ 23 نوفمبر سنة 1992م، وكرم اسمه في مدينة عبادان.